# José Moustache
José Moustache, né le 2 mars 1932 à Pointe-à-Pitre et mort le 7 février 2013 aux Abymes, est un homme politique français.

## Biographie
Jacques José Moustache est maire d'Anse-Bertrand de 1965 à 1995 et de 2001 à 2006. Il est membre du Rassemblement pour la République (RPR).
En 1983, il devient président du conseil régional de Guadeloupe, à la suite des premières élections régionales dans l'île qui voient la victoire de la liste de Lucette Michaux-Chevry, sur laquelle il est élu. Cette dernière renonce à la présidence pour éviter le cumul des mandats, qui lui échoit alors. Non investi par le RPR aux élections régionales de 1986, il mène une liste dissidente qui recueille 11,52 % des suffrages.